# Горохов, Георгий Олегович
Георгий Олегович Горохов (род. 20 апреля 1993 года) — российский прыгун с шестом. Чемпион России 2016 года. Двукратный чемпион России в помещении (2016, 2017). Мастер спорта России международного класса (2019).

## Биография
Выступает за ЦСКА, ФСО «Юность Москвы», СШОР по легкой атлетике им. В. Д. Самотесова (Брянск). Тренируется под руководством Владислава Хайкина.
Окончил Московский городской педагогический университет.
В 2012 году стал чемпионом России среди юниоров. В 2015 году выиграл чемпионат России среди молодежи в помещении. Серебряный призёр Всемирных военных игр 2015.

## Основные результаты

### Международные
| Год  | Соревнования                 | Место проведения         | Результат | Высота |
| ---- | ---------------------------- | ------------------------ | --------- | ------ |
| 2015 | Чемпионат мира               | Пекин, Китай             | 23 (кв.)  | 5,65 м |
| 2015 | Всемирные военные игры       | Мунгён, Республика Корея | 2         | 5,30 м |
| 2018 | Чемпионат Европы             | Берлин, Германия         | 17 (кв.)  | 5,36 м |
| 2019 | Чемпионат Европы в помещении | Глазго, Великобритания   | 8         | 5,55 м |
| 2019 | Всемирные военные игры       | Ухань, Китай             | 3         | 5,40 м |

### Национальные
| Год  | Соревнования                 | Место проведения | Результат | Высота |
| ---- | ---------------------------- | ---------------- | --------- | ------ |
| 2012 | Чемпионат России             | Чебоксары        | 12        | 5,20 м |
| 2013 | Чемпионат России в помещении | Москва           | 9         | 5,10 м |
| 2013 | Чемпионат России             | Москва           | 9         | 5,20 м |
| 2014 | Чемпионат России в помещении | Москва           | 9         | 5,40 м |
| 2014 | Чемпионат России             | Казань           | 8         | 5,41 м |
| 2015 | Чемпионат России в помещении | Москва           | 7         | 5,30 м |
| 2015 | Чемпионат России             | Чебоксары        | 3         | 5,65 м |
| 2016 | Чемпионат России в помещении | Москва           | 1         | 5,70 м |
| 2016 | Чемпионат России             | Чебоксары        | 1         | 5,65 м |
| 2017 | Чемпионат России в помещении | Москва           | 1         | 5,70 м |
| 2017 | Чемпионат России             | Жуковский        | —         | DNS    |
| 2018 | Чемпионат России в помещении | Москва           | 2         | 5,65 м |
| 2018 | Чемпионат России             | Казань           | 2         | 5,55 м |
| 2019 | Чемпионат России в помещении | Москва           | 2         | 5,50 м |
| 2019 | Чемпионат России             | Чебоксары        | 2         | 5,55 м |
| 2020 | Чемпионат России в помещении | Москва           | 2         | 5,55 м |
| 2020 | Чемпионат России             | Челябинск        | 3         | 5,30 м |
| 2021 | Чемпионат России в помещении | Москва           | 16        | 5,00 м |
| 2021 | Чемпионат России             | Чебоксары        | 6         | 5,45 м |
| 2022 | Чемпионат России в помещении | Москва           | 5         | 5,30 м |
| 2022 | Чемпионат России             | Чебоксары        | 8         | 5,30 м |
| 2023 | Чемпионат России в помещении | Москва           | 3         | 5,45 м |